# Uranotaenia sapphirina
Uranotaenia sapphirina är en tvåvingeart som först beskrevs av Osten Sacken 1868.  Uranotaenia sapphirina ingår i släktet Uranotaenia och familjen stickmyggor. Inga underarter finns listade i Catalogue of Life.